# Einer ist immer der Loser (Einer muß immer verliern)
Einer ist immer der Loser (Einer muß immer verliern) ist ein Lied des deutschen Sängers, Komponisten und Produzenten Stephan Remmler. Es erschien am 11. August 1989 als vierte Single-Auskopplung aus seinem Album Lotto.

## Hintergrund
Bei Einer ist immer der Loser (Einer muß immer verliern) handelt es sich um eine Bearbeitung des Liedes Ana hot imma des Bummerl des österreichischen Liedermachers Horst Chmela aus dem Jahre 1971. Remmler verfasste einen neuen Text und verzichtete dabei auf den österreichischen Dialekt des Originals. Inhaltlich berichtet das Lied – wie auch das Original – von einem Mann, der sein ganzes Leben lang vom Pech verfolgt wird. Prägnant ist die letzte Zeile des Refrains: „Ich war mein Leben lang der Loser, ganz unten, ganz unten am Arsch.“ Die Zeilen lauten im Original von Horst Chmela: „I’ hab’ mei’ Leb’n lang das Bummerl, weil i’ vom Glück a Stiefkind bin.“

## Veröffentlichung
Das Lied erschien erstmals am 24. Oktober 1988 auf Stephan Remmlers zweitem Soloalbum Lotto. Als Single wurde es im August 1989 auf 7″-Single, 12″-Maxi-Single und Maxi-CD veröffentlicht. Die Single enthält eine verkürzte Fassung des Liedes. Auf der B-Seite der Single/Maxi-Single befindet sich eine Live-Aufnahme des Liedes Honey Love von Clyde McPhatter & The Drifters, die am 11. Juni 1989 in der Sendung So isses von Jürgen von der Lippe entstand. Die TV-Premiere von Einer ist immer der Loser (Einer muß immer verliern) fand am 25. August 1989 live in der Sendung Berlin ist Musik im Rahmen der Berliner Funkausstellung statt. Als Duett mit dem österreichischen Sänger Rainhard Fendrich präsentierte Remmler das Lied bei Live am Samstag im ORF.
1994 veröffentlichte Remmler auf seinem einzigen Live-Album HÜH eine Live-Fassung des Liedes.
Wie zu weitgehend allen Liedern des Albums Lotto wurde auch zu Einer ist immer der Loser (Einer muß immer verliern) ein Musikvideo gedreht. Die Dreharbeiten hierzu fanden im Sommer 1988 in Rio de Janeiro statt.
In den deutschen Musikcharts konnte sich Einer ist immer der Loser (Einer muß immer verliern) nicht platzieren.